# Dioula (Mindourou)
Pour les articles homonymes, voir Dioula.
Dioula est un village qui fait partie du département du Haut-Nyong, arrondissement de Mindourou, situé dans la région de l’Est du Cameroun, très proche du parc national de Lobéké.

## Population
Selon le recensement réalisé en 2005, le village comptait 249 habitants, dont 118 femmes et 131 hommes.
Les communautés de cette région appartiennent principalement à quatre groupes linguistiques, soit le Bangando (environ 45 % de la population), le Baka (environ 35 %), le Bakwélé (environ 10 %), et le Mbomam (environ 5 % de la population). Les immigrants, parmi lesquels les réfugiés de la République du Congo et de la République centrafricaine, constituent environ 5 % de la population.
Grâce à la récolte du bois, cette région apporte environ 15 % au PIB du pays. Les activités traditionnelles des communautés (chasse, pêche, cueillette des produits forestiers) se trouvent menacés par les initiatives de conservation, accroissant ainsi le dépérissement des moyens de subsistance de la population.